# Festival international du film insulaire de Groix
Le festival international du film insulaire de Groix (FIFIG) se déroule depuis 2001 à Port-Lay, sur l'île de Groix en août. Il a été fondé par le reporter français Jean-Luc Blain.

## Le principe: à chaque année une île

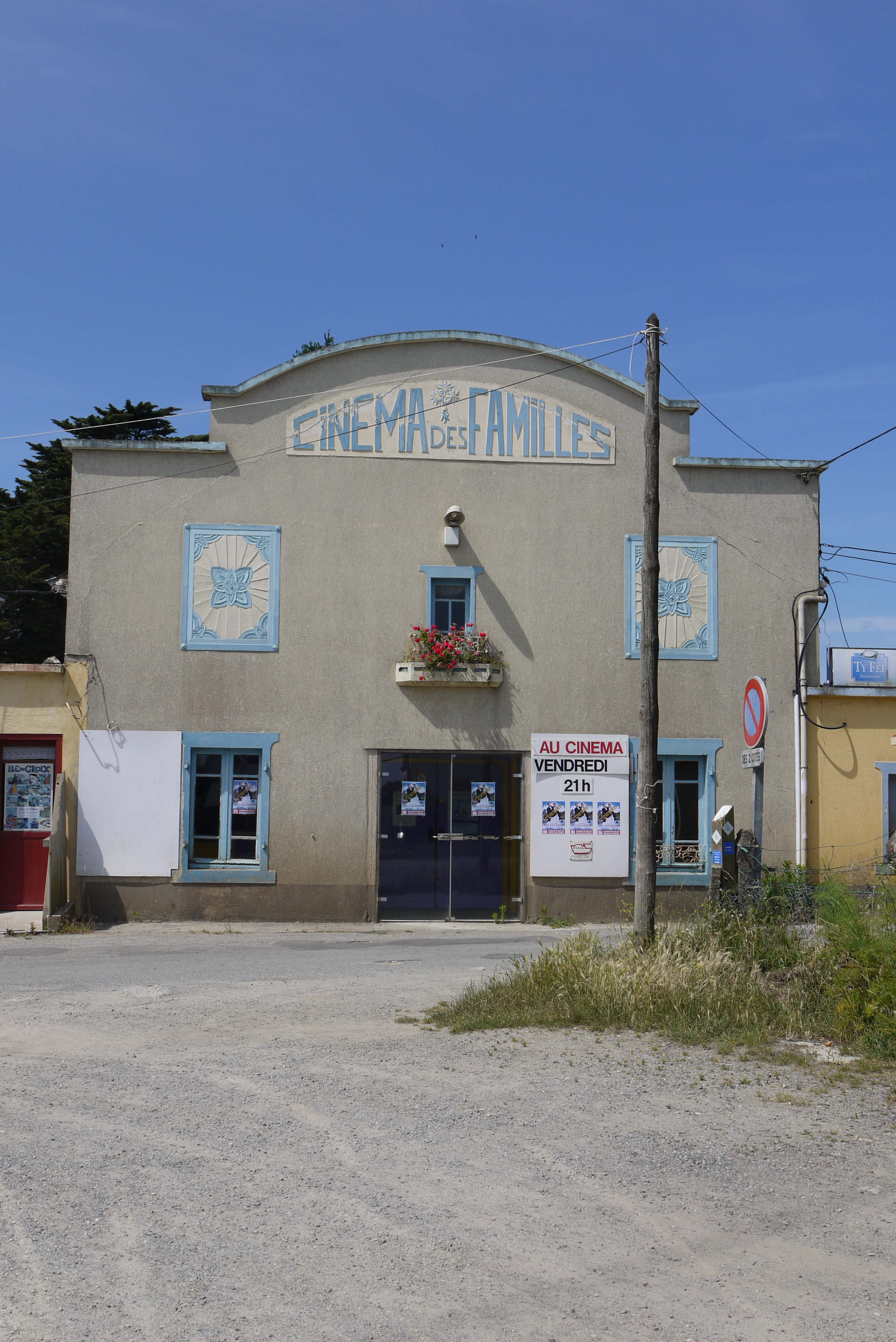
Le cinéma des familles, île de Groix, France.

En 2001, l’île de Groix souhaite donner la parole aux Insulaires du monde entier. Le Festival international du film insulaire est né. Chaque édition a son îlot ou île invité, elle lui consacre une partie de sa programmation. Le festival propose une compétition de documentaires — sortis depuis cinq ans au plus —, insulaires du monde entier. 
Chaque année, le festival met un coup de projecteur sur une ou plusieurs îles du monde :
- en 2001, pour la première édition, il accueillait les Îles Marquises ;
- en 2002, Terre-Neuve et Saint-Pierre-et-Miquelon ;
- en 2003, Mascareignes, les îles françaises de La Réunion et l'Île Maurice ;
- en 2004, les Caraïbes ;
- en 2005, les îles du Cap-Vert ;
- en 2006, « la grande île », ou Madagascar ;
- en 2007, l'île de Cuba ;
- en 2008, l'Islande ;
- en 2009, le Sri Lanka ;
- en 2010, édition anniversaire des 10 ans du festival. Cette année, plusieurs îles se partagent la place d'invité dont Haïti et Madagascar[4] ;
- en 2011, la Nouvelle-Calédonie ou Kanaky ;
- en 2012, les îles arctiques : Groenland et Nunavut ;
- en 2013, l'Irlande[5] ;
- en 2014, les îles grecques ;
- en 2015, les Philippines, archipel de 7 107 îles, dont onze totalisent plus de 90 % des terres et dont un peu plus de 2 000 seulement sont habitées, alors qu'environ 2 400 îles n'ont même pas reçu de nom ;
- en 2016, avec « À la croisée des îles scandinaves », le festival explore ce qui fait la force du cinéma scandinave et son interaction avec les mondes insulaires ou comment des pays qui cultivent leur différence, nourrissent une culture commune[6] ;
- en 2017, les Petites Antilles ;
- en 2018, la Sicile et ses îles ;
- en 2019, les îles chiliennes[7] ;
- en 2020, le festival a dû être reporté à 2021 en raison de la pandémie de Covid-19 ;
- en 2021, le thème proposé est « Regard d'îliennes »[8] ;
- en 2022, la Corse ;
- en 2023, les îles écossaises ;
- en 2024, les îles portugaises.

## Les prix décernés par le festival
- L'île d'or (1er prix du jury)
- Prix Lucien Kimitété (2e prix du jury)
- Coup de cœur du jury
- Prix du public
- Prix du jury jeune (compétition de courts métrages)

## Liste des documentaires ayant reçu l'île d'Or
- 2001 : Un cœur qui batz, Patrice Gérard
- 2002 : L'Homme des rochers de Palawan, Christopher Hooke
- 2003 : Eux et moi, Stéphane Breton
- 2004 : La Longue Trace, Mike Magidson
- 2005 : Nicolas Bouvier 22th Hospital Street, Christoph Khun
- 2006 : Soufre, Florian Geyer
- 2007 : El Telon de Azucar, Camila Guzman
- 2008 : Promised Paradise, Leonard Retel Helmrich
- 2011 : The Pipe, Risteard Ó Domhnaill
- 2012 : L'Île, Auberi Edler
- 2013 : Le libraire de Belfast, Alessandra Celesia
- 2014 : Cendres, Mélanie Pavy et Idrissa Guiro
- 2015 : Les marées dans la vie des hommes, Loïc Jourdain
- 2016 : Lampedusa in Winter, Jakob Brossmann
- 2017 : Be’ jam be, the never ending song, Cyprien Ponson et Caroline Parietti
- 2018 : Douvan Jou Ka Levé, Gessica Généus

## Concerts
Tous les soirs du festival sont animés par des concerts dans l'ancienne usine de Port Lay.

## Expositions
Chaque année, le festival organise des expositions en lien avec l'île ou l'archipel à l'honneur. Avec un regard toujours porté vers l'insularité, les œuvres exposées peuvent aussi bien être des photographies, des vidéos, des peintures ou des installations multimédias.

## Débats
Le festival organise, en fonction des films projetés, des débats thématiques avec des réalisateurs et d'autres personnalités du monde insulaire. 

## Le lieu
Le Festival se déroule dans le port et aux alentours de Port-Lay, sur l'île de Groix. Ce port est l'un des plus petits de Bretagne, il est spécialement aménagé pour l'occasion. Parfois une grue est transformée en perchoir pour les acrobates. L'ancienne conserverie du site accueille les documentaires de la programmation, les concerts, les expositions... Les films en compétition sont projetés au cinéma de l'île : le cinéma des familles.